# 新改裕二
新改 裕二（しんかい ゆうじ、1967年（昭和42年）5月31日 -）は、日本のゲームプログラマー。
株式会社ゲームフリーク、株式会社ソニー・コンピュータエンタテインメントを経て、現在はゲーム制作会社、株式会社epics（エピックス=epics Inc.）の取締役/CTO。

## プロフィール
高知県西土佐村（現四万十市）生まれ。中学、高校を愛媛県宇和島市で過ごし、愛媛県立宇和島東高等学校を卒業。ゲームクリエイター集団ゲームフリーク（現 株式会社ゲームフリーク）で制作されたインディーズゲーム『クインティ』のメインプログラマー。開発機材の自作、解析、カートリッジの自作等を担当する。株式会社ソニー・コンピュータエンタテインメント（SCE）を経て、株式会社epics（エピックス=epics Inc.）の取締役/CTO。
1980年代、高校生だった新改はゲームクリエイター集団ゲームフリークの活動を知り、ゲーム攻略の同人誌「ゲームフリーク」をプログラマーとしてサポートするようになる。上京後、仲間たちとともに自作ソフト『クインティ』を作るためゲームフリークに本格的に参加する。ファミリーコンピュータの解析、開発機材、カートリッジの自作、プログラムを担当。当時ファミコンCPU（6502）のアセンブラソフトが高価だったこともあり、アセンブラの制作から行った。

### 略歴
- 1989年 - 株式会社ゲームフリーク 制作に参加
- 1999年 - 株式会社ソニー・コンピュータエンタテインメント（SCE）
- 2006年 - 株式会社epics（エピックス=epics Inc.）入社・取締役

### 制作作品
- 1989年 - クインティ（ファミリーコンピュータ）
- 1991年 - ヨッシーのたまご（ファミリーコンピュータ・ゲームボーイ）
- 1992年 - まじかる☆タルるートくん（メガドライブ）
- 1994年 - スターブレード（3DO・PlayStation）/ハイパリオン（レーザーアクティブ）
- 1995年 - ロケットコースター（レーザーアクティブ）
- 1996年 - ギャラクシアン3（レーザーアクティブ）
- 1998年 - KURUSHI,IQ USA（PlayStation）/I.Q Final（PlayStation）
- 1999年 - KURUSHI Final（PlayStation）
- 2000年 - I.Q Remix+（PlayStation 2）
- 2001年 - ボクと魔王（PlayStation 2）
- 2002年 - SOCOM（日本語版）（PlayStation 2）
- 2003年 - くまうた（PlayStation 2）
- 2005年 - 攻殻機動隊 STAND ALONE COMPLEX -狩人の領域-（PlayStation Portable）/ポポロクロイス物語 ピエトロ王子の冒険（PlayStation Portable）
- 2006年 - サルゲッチュ ピポサルレーサー（PlayStation Portable）/パラッパラッパー（PlayStation Portable）
- 2008年 - デジモンチャンピオンシップ（ニンテンドーDS）/プロジェクトビューティー（ニンテンドーDS）
- 2009年 - 携帯捜査官7（ニンテンドーDS）
- 2014年 - CHAMPION'S GOLF（スマートフォン）